# Mick Fleetwood

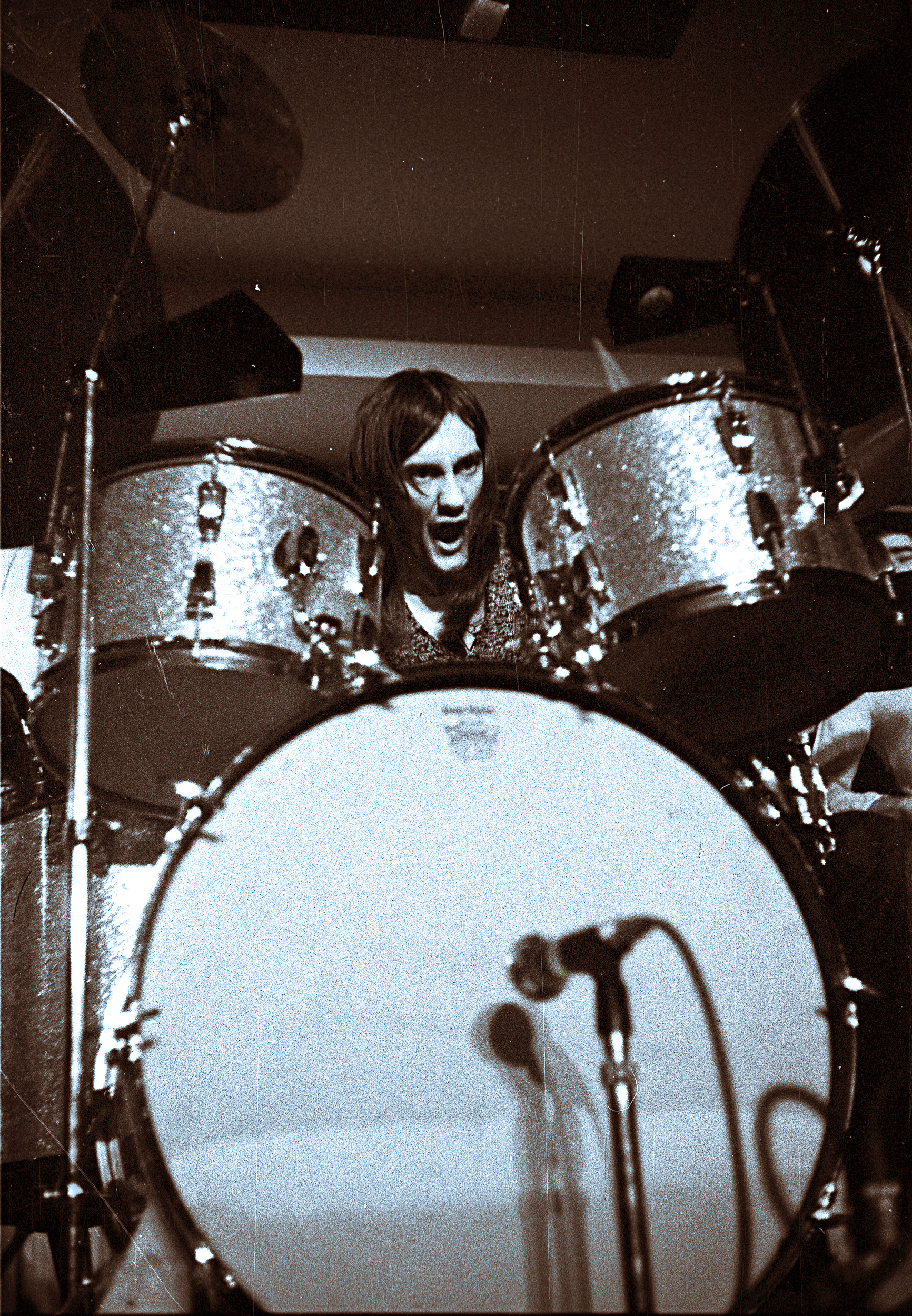
Mick Fleetwood bei einem Konzert von Fleetwood Mac 1970

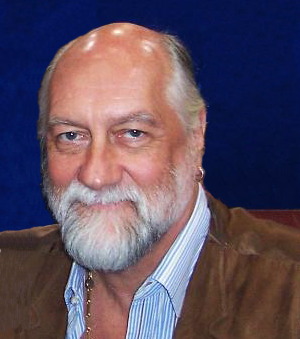
Mick Fleetwood (2007)

Michael „Mick“ John Kells Fleetwood (* 24. Juni 1947 in Redruth, England) ist ein Rockmusiker, bekannt als Mitbegründer und Schlagzeuger der Band Fleetwood Mac.

## Werdegang
Fleetwood trat im April 1967 John Mayall & the Bluesbreakers bei, in der bereits Peter Green und John McVie spielten. Green verließ die Band im Juni 1967 und lud Fleetwood und McVie ein, sich ihm in seiner Band anzuschließen, die sie Peter Green’s Fleetwood Mac nannten. Später wurde die Gruppe nur noch Fleetwood Mac genannt.
Neben seiner durchgängigen Mitgliedschaft in Fleetwood Mac hat er seit 1981 auch mehrere Solo-Alben veröffentlicht, die jedoch weitestgehend unbeachtet blieben. Lediglich das Album The Visitor erregte etwas Aufsehen, da es in Accra / Ghana aufgenommen worden war.
Im Herbst 2008 ging er mit der „Mick Fleetwood Blues Band“ auf eine Tournee zum 40. Jubiläum der Band Fleetwood Mac. Hierbei wurden hauptsächlich Stücke aus der Peter-Green-Phase der Band gespielt. Als Sänger und Gitarrist fungierte Rick Vito, der in den späten 1980er Jahren bereits für ein paar Jahre bei Fleetwood Mac dabei war. Die Band veröffentlichte auch eine CD mit Studio- und Liveaufnahmen sowie im Jahr 2010 eine DVD mit Konzertaufnahmen.
Als Schauspieler wirkte Mick Fleetwood unter anderem im Film Running Man mit und hatte auch, allerdings unerkennbar verhüllt unter einer Vollmaske, einen Gastauftritt in der Science-Fiction-Serie Raumschiff Enterprise: Das nächste Jahrhundert.
Anfang 2021 verkaufte Fleetwood seine Songrechte von über 300 Titeln an den Musikverlag BMG.
2016 listete ihn der Rolling Stone auf Rang 60 der 100 größten Schlagzeuger aller Zeiten.

## Privatleben
Mick Fleetwood war zum ersten Mal 1970 und nach der Scheidung erneut mit Jenny Boyd verheiratet; auch diese Ehe hielt nicht. Aus dieser Beziehung stammen zwei Kinder.
Jenny Boyd ist die jüngere Schwester von Pattie Boyd, damit war erst George Harrison und dann Eric Clapton sein Schwippschwager.
Er lebt seit vielen Jahren auf Maui (Hawaii) und betreibt dort unter seinem Namen ein Restaurant mit Verkaufsgeschäft für Fanartikel.

## Solo-Alben
- 1981: Mick Fleetwood: The Visitor
- 1983: Mick Fleetwood’s Zoo: I’m Not Me
- 1992: The Zoo: Shakin’ the Cage
- 2004: The Mick Fleetwood Band: Something Big
- 2008: Mick Fleetwood Blues Band: Blue Again!

## DVDs
- 2002: The Mick Fleetwood Story
- 2010: Mick Fleetwood Blues Band: Blue Again
- 2012: It's not just Technique (Schlagzeug-Lehr-DVD)